# Kov-Ava Chasma
Il Kov-Ava Chasma è una struttura geologica della superficie di Venere.